# ۲۰۳۴ (میلادی)
۲۰۳۴ (میلادی) ۲۰۳۴مین سال تقویم میلادی است.

## درگذشتگان
‎